# Pomiot ptasi
Pomiot ptasi, obornik drobiowy – nawóz naturalny składający się z odchodów ptasich. Do pomiotu mogą być dodawane środki hamujące wydzielanie amoniaku.
Skład chemiczny w zależności od gatunku:
| N      | P2O5    | K2O     | CaO     | woda    |       |
| Gołąb  | 1,5-5   | 1-2,8   | 0,7-2,6 | 0,8-1,6 | 51-57 |
| Kura   | 1,2-4,1 | 1,2-2,6 | 0,8-2,3 | 2,4-6,8 | 55-60 |
| Gęś    | 0,5-0,8 | 0,3-0,5 | 0,7-1   | 0,4-0,8 | 75-85 |
| Kaczka | 0,6-1   | 0,7-1,4 | 0,4-0,6 | 1,0-1,7 | 56-70 |